# USS Kanawha (AOG-31)
USS Kanawha (AOG-31) był amerykańskim tankowcem typu Mettawee z okresu II wojny światowej.
Stępkę jednostki położono 30 sierpnia 1944 w stoczni East Coast Shipyard Inc. w Bayonne (stan New Jersey). Zwodowano go 18 października 1944, matką chrzestną była May T. Norton. Jednostka została przekazana US Navy 13 listopada i weszła do służby 34 listopada 1944, pierwszym dowódcą został Lt. C. J. Byrne, USCGR.

## Służba w czasie II wojny światowej
Po dziewiczym rejsie po wodach zatoki Chesapeake "Kanawha" opuścił Norfolk 15 stycznia 1945. Udał się na Arubę, gdzie załadował produkty ropopochodne. Następnie ruszył w kierunku San Pedro, dokąd dotarł 13 lutego, przepływając po drodze przez Kanał Panamski.

### Operacje w składzie Floty Pacyfiku
Okręt dotarł do Pearl Harbor 20 marca i wyszedł z portu 6 kwietnia z ładunkiem produktów ropopochodnych. Do Eniwetok dotarł 2 tygodnie później. "Kanawha" kontynuował operacje zaopatrzeniowe na Wyspach Marshalla i Marianach do momentu opuszczenia atolu Ulithi 7 czerwca. Tego dnia okręt wyruszył z ładunkiem w kierunku Filipin do Leyte dotarł 11 czerwca. Zbiornikowiec operował w rejonie Filipin do końca wojny. Podobne zadania wypełniał w rejonie Okinawy od 6 października.

## Okres powojenny
"Kanawha" wypłynął w kierunku Stanów Zjednoczonych 14 listopada. Do Mare Island w Kalifornii zawinął 14 grudnia, po drodze odwiedzając także Pearl Harbor. Okręt został wycofany ze służby 23 marca 1946 i przekazany War Shipping Administration (WSA) w sierpniu 1946. Został przydzielony do National Defense Reserve Fleet w Suisun Bay 4 września 1946. Sprzedany na złom 2 marca 1964. Złomowany w 1964.